# 多重采样抗锯齿
多重采样抗锯齿（MSAA）是一种计算机图形抗鋸齒技術。該技術只會对出現锯齿的区域进行抗锯齿处理。很多圖形處理器以及電子遊戲都支持多重采样抗锯齿。